# Pablo Couñago

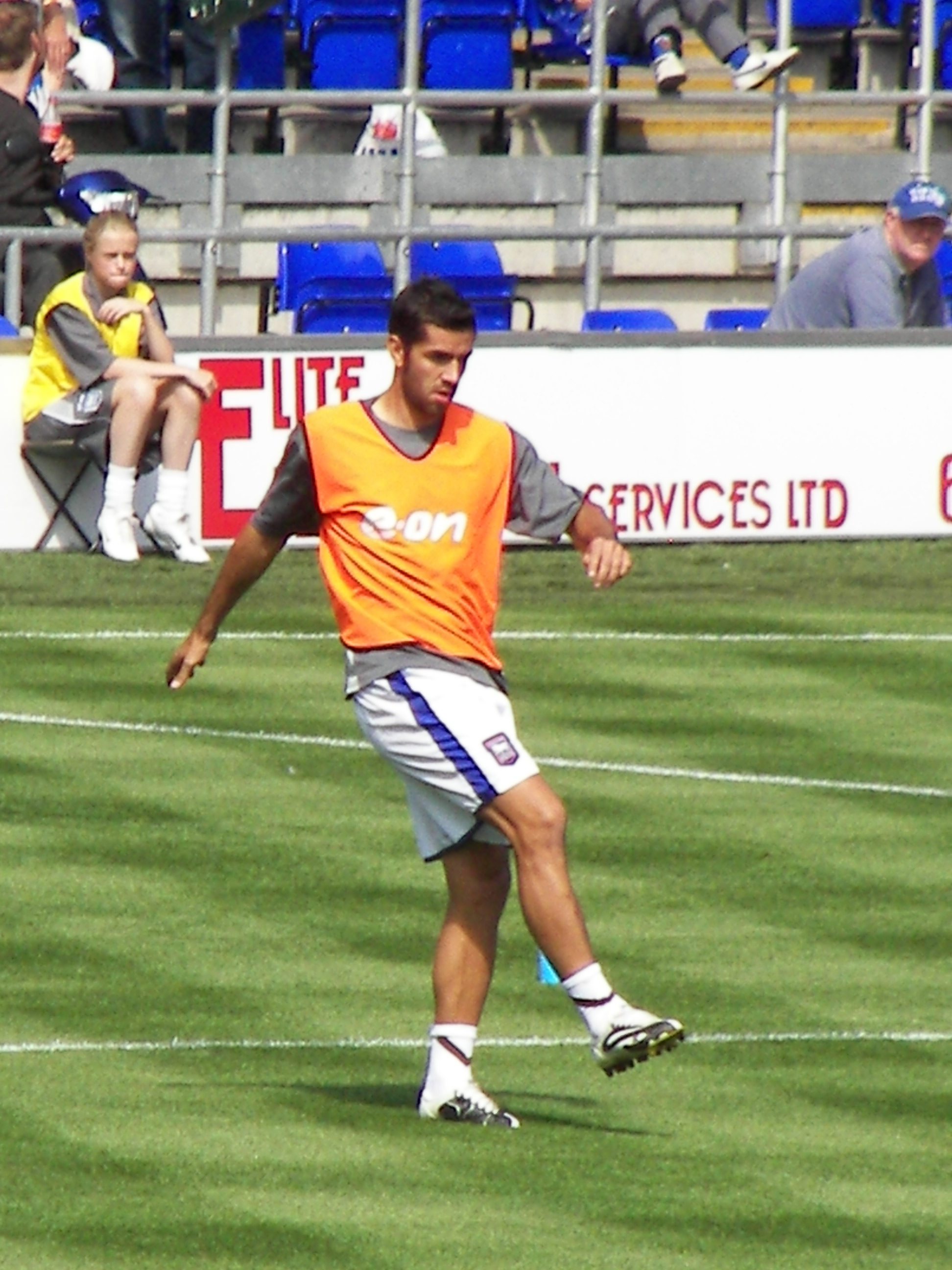
Pablo González Couñago

Pablo González Couñago (Redondela, 9 augustus 1979) is een Spaanse profvoetballer. Hij speelt sinds 2007 als aanvaller bij Ipswich Town FC.
Pablo González begon zijn loopbaan als profvoetballer in augustus 1998 bij CD Numancia. Halverwege het seizoen 1998/1999 werd hij gecontracteerd door Celta de Vigo, maar in een half jaar tijd speelde de aanvaller slechts één competitiewedstrijd voor de Galicische club. In 1999 werd Pablo González met Spanje wereldkampioen in Nigeria op het WK Onder-20. Hij werd met vijf doelpunten bovendien topscorer van het toernooi. Pablo González maakte zijn doelpunten in de laatste groepswedstrijd tegen Honduras (3-1), in de achtste finale tegen de Verenigde Staten (twee) (3-2) en in de finale tegen Japan (twee) (4-0). Na een huurperiode bij Recreativo Huelva in 1999/2000, kreeg Pablo González in het seizoen 2000/2001 een nieuwe kans bij Celta de Vigo. Hij wist opnieuw geen vaste waarde te worden en zijn contract werd in 2001 niet verlengd. De Spanjaard tekende vervolgens bij het Engelse Ipswich Town FC, nadat hij in februari 2001 werd opgemerkt door toenmalig Ipswich Town-coach George Burley tijdens een interland tussen Spanje Onder-21 en Engeland Onder-21. Pablo González scoorde in die wedstrijd twee van de vier Spaanse doelpunten. Na vier seizoenen bij Ipswich Town FC werd zijn contract in 2005 niet verlengd vanwege zijn hoge salaris en Pablo González keerde terug naar Spanje om bij Málaga CF te gaan spelen. Na twee jaar bij Málaga CF werd Pablo González opnieuw gecontracteerd door Ipswich Town FC.

## Clubstatistieken
| seizoen    | club              | land     | competitie         | duels | goals |
| ---------- | ----------------- | -------- | ------------------ | ----- | ----- |
| 1998/99    | CD Numancia       | Spanje   | Segunda División A | 13    | 1     |
| 1998/99    | Celta de Vigo     | Spanje   | Primera División   | 1     | 0     |
| 1999/00    | Recreativo Huelva | Spanje   | Primera División   | 26    | 4     |
| 2000/01    | Celta de Vigo     | Spanje   | Primera División   | 8     | 0     |
| 2001/02    | Ipswich Town FC   | Engeland | Premier League     | 13    | 0     |
| 2002/03    | Ipswich Town FC   | Engeland | First Division     | 39    | 17    |
| 2003/04    | Ipswich Town FC   | Engeland | First Division     | 29    | 11    |
| 2004/05    | Ipswich Town FC   | Engeland | First Division     | 19    | 3     |
| 2005/06    | Málaga CF         | Spanje   | Primera División   | 27    | 3     |
| 2006/07    | Málaga CF         | Spanje   | Segunda División A | 15    | 4     |
| Bijgewerkt | 14-03-2007        |          |                    |       |       |